# Innamorati a Milano
Innamorati a Milano è una canzone scritta da Memo Remigi su testo di Alberto Testa, pubblicata nel 45 giri Innamorati a Milano/Come se noi due del 1965 .

## Testo e significato
L'autore aveva scritto questa canzone per Lucia, quella che poi era divenuta sua moglie. Il brano descrive il sentimento esplosivo che si innesca tra due innamorati, incontratisi in una città che, all’apparenza, sembrerebbe poco romantica. 

## Altre incisioni
- 1969 fu inserita nella prima raccolta antologica Un ragazzo, una ragazza
- 1975 nell'album "Emme" come Milano

## Altre versioni
- 1969, Ornella Vanoni nell’album Io sì - Ai miei amici cantautori n.2
- 1970, Gemelle Kessler nell'LP Around the World (Gemelle Kessler)
- 1979, Ornella Vanoni nell’LP Oggi le canto così, vol.1
- 2018, Ornella Vanoni nell'album Un pugno di stelle